# Геологія Угорщини
Геологія Угорщини
Геологічна будова Угорщини загалом неоднорідна. Країна розташовується між Альпійськими, Карпатськими і Динарськими хребтами. Виділяють виступи фундаменту, їх осадовий чохол і відклади западин. Фундамент складений палеозойськими і мезозойськими, на півдні — докембрійськими породами. 
Угорщину перетинає Середньоугорський глибинний розлом, з яким пов'язані родовища руд кольорових металів. Найбільш древні відклади, що містять органічні залишки (граптоліти) — силурійські сланці, виявлені поблизу озера Балатон. Девонські відклади (доломіт, вапняки і глинясті сланці) відомі в горах Сендрьо та у фундаменті Малої Угорської западини. Кам'яновугільні морські відклади збереглися плямами під чохлом. До карбону відносять також гранітоїди гір Мечек і Веленце. З пермськими відкладами в горах Мечек пов'язане уранове зруденіння. В Задунайському середньогір'ї в крейдову добу, а також в середньому еоцені з трансгресіями і регресіями моря пов'язане утворення бокситів і формування покладів бурого вугілля; верхньокрейдяні рифові вапняки — колектори вуглеводнів. На північний захід від Середньоугорського розлому в пізньому еоцені мав місце потужний вулканізм з яким пов'язане різноманітне рудоутворення. Під час штірійської фази великі грабени витягнуті на південний схід заповнюються епіконтинентальними морськими осадами, в основі яких формуються поклади кам'яного вугілля. Поліметалічне зруденіння внутрішньокарпатської вулканічної дуги пов'язане з міоценовим вулканізмом. У пліоцені окремі западини зливаються в єдину велику Паннонську западину, яка заповнюється озерними, в четвертинний період — алювіальними потужними осадами. З пліоценовими відкладами пов'язана велика кількість покладів лігнітів, нафти і газу.
Сейсмічність. Угорщина не належить до сейсмічно активних областей Землі. Разом з тим, у XX ст. на території Угорщини зафіксовано 10 землетрусів силою до 7-9 балів.